# クライマー (Galileo Galileiの曲)
『クライマー』は、Galileo Galileiの10枚目のシングル。2015年12月9日に発売された。

## 概要
Galileo Galileiとしては、前作『嵐のあとで』以来およそ半年ぶりのシングルとなった。バンドとして最後のシングルである。
2015年の秋に開催されたツアー「Galileo Galilei "broken tower tour" 2015」の各会場で本作を予約すると、予約者全員にバンドメンバーのサインがプレゼントされた。また、収録曲全曲の先行配信が2015年11月18日に開始された。
表題曲「クライマー」は、MBS系列などで放送されたテレビアニメ『ハイキュー!! セカンドシーズン』のエンディングテーマとして起用された。期間限定通常盤には『ハイキュー!!』描き下ろしアニメ絵柄の三方背スリーブケースが付属したほか、「クライマー」のテレビバージョンも収録されている。

## 収録曲
| 全作詞: 尾崎雄貴。 |                           |                     |          |      |
| #                  | タイトル                  | 作詞                | 作曲     | 時間 |
| 1.                 | 「クライマー」            | 尾崎雄貴 [ 注釈 2 ] | 尾崎雄貴 | 3:10 |
| 2.                 | 「ボニーとクライド」      | 尾崎雄貴 [ 注釈 3 ] | 佐孝仁司 | 4:38 |
| 3.                 | 「She」                   | 尾崎雄貴 [ 注釈 4 ] | 尾崎和樹 | 2:03 |
| 4.                 | 「クライマー（TV Ver.）」 | 尾崎雄貴 [ 注釈 6 ] | 尾崎雄貴 | ---  |
| 合計時間:          | 合計時間:                 | 合計時間:           | 9:51     |      |

## 楽曲について
1. クライマー

1. ボニーとクライド

1. She